# Zdzisław Straszyński
Zdzisław Tadeusz Straszyński pseud. Meteor (ur. 1 kwietnia lub 11 kwietnia 1922 roku w Łucku, zm. 17 czerwca 2014 w Melbourne) – oficer Wojska Polskiego, żołnierz 10 Brygady Kawalerii Pancernej (24 pułk ułanów im. Hetmana Wielkiego Koronnego Stanisława Żółkiewskiego) we Francji i Wielkiej Brytanii, cichociemny.

## Życiorys
Zdzisław Straszyński urodził się w kwietniu 1922 roku w Łucku. Ukończył Gimnazjum im. Tadeusza Reytana w Warszawie (1937). W 1939 roku przez Rumunię dotarł do Francji. W następnym roku wstąpił tam do 10 Brygady Kawalerii Pancernej (24 pułk ułanów); w składzie tej jednostki służył także na terytorium Wielkiej Brytanii, gdzie ukończył Szkołę Podchorążych. 
Zgłosił się do służby w kraju. Po przeszkoleniu cichociemnych ze specjalnością w dywersji i broni pancernej został zaprzysiężony 15 grudnia 1943 roku i skierowany do Polski. W nocy z 10 na 11 maja 1944 roku ppor. „Meteor” wraz z innymi pięcioma cichociemnymi poleciał do Polski i został zrzucony w okolicy Dąbrowy lub Żerechowej koło Piotrkowa Trybunalskiego. 
Pierwotnie trafił do Okręgu Łódź AK, a później Okręgu Kraków AK, gdzie objął funkcję dowódcy I plutonu dywersyjnego Obwodu Brzesko w Inspektoracie Rejonowym Tarnów, zaś później dowódcy I plutonu i zastępcy dowódcy 1 kompanii w III batalionie 16 pp AK. Był także zastępcą dowódcy oddziału partyzanckiego „Meteor”. Najważniejszą akcją tego oddziału była bitwa z żandarmerią niemiecką w Woli Stróskiej 5 października 1944 roku.
Był czterokrotnie odznaczony Krzyżem Walecznych. W 1947 wyemigrował do Australii.  W 2006 został odznaczony Krzyżem Komandorskim Orderu Odrodzenia Polski, a w 2012 awansowany do stopnia pułkownika. Zmarł 17 czerwca 2014 w Melbourne.